# Ано Схолари
Ано Схолари или Бешишли (на гръцки: Άνω Σχολάρι, катаревуса: Σχολάριον, Схоларион, до 1926 година Μπασισλή, Басисли) е село в Гърция, дем Седес, област Централна Македония.

## География
Селото е разположено на Халкидическия полуостров, южно от Солун, на около 9 километра южно от демовия център Седес (Терми).

## История

### В Османската империя
В края на XIX век Бешишли е село в Солунска кааза на Османската империя. В 1900 година според Васил Кънчов („Македония. Етнография и статистика“) в Бехшишли живеят 180 турци.

### В Гърция
В 1913 година селото попада в Гърция. Населението му се изселва и в него са заселени гърци бежанци. В 1926 година е прекръстено на Схоларион. В 1928 година Схоларион е представено като изцяло бежанско село с 33 бежански семейства и 134 души бежанци.